# Palacio de la Prensa
El Palacio de la Prensa, en el pasado Casa de la Prensa, es un inmueble de la ciudad española de Madrid, ubicado en el número 46 de la calle Gran Vía, frente a la plaza del Callao. Fue diseñado por el arquitecto Pedro Muguruza Otaño inicialmente para ser un edificio multifuncional que tardó cuatro años en ser edificado, de 1924 a 1928. Durante la década de los treinta fue uno de los edificios más elevados de Madrid, junto con el Edificio Telefónica. Realizado en un solar de planta pentagonal por encargo de la Asociación de la Prensa de Madrid. Fue sede de la editorial de la revista humorística La Codorniz durante los años cuarenta, así como de la Hoja del Lunes. Desde 2009 hasta 2015 algunos de los pisos fueron la sede del Partido Socialista de Madrid (PSM).

## Historia

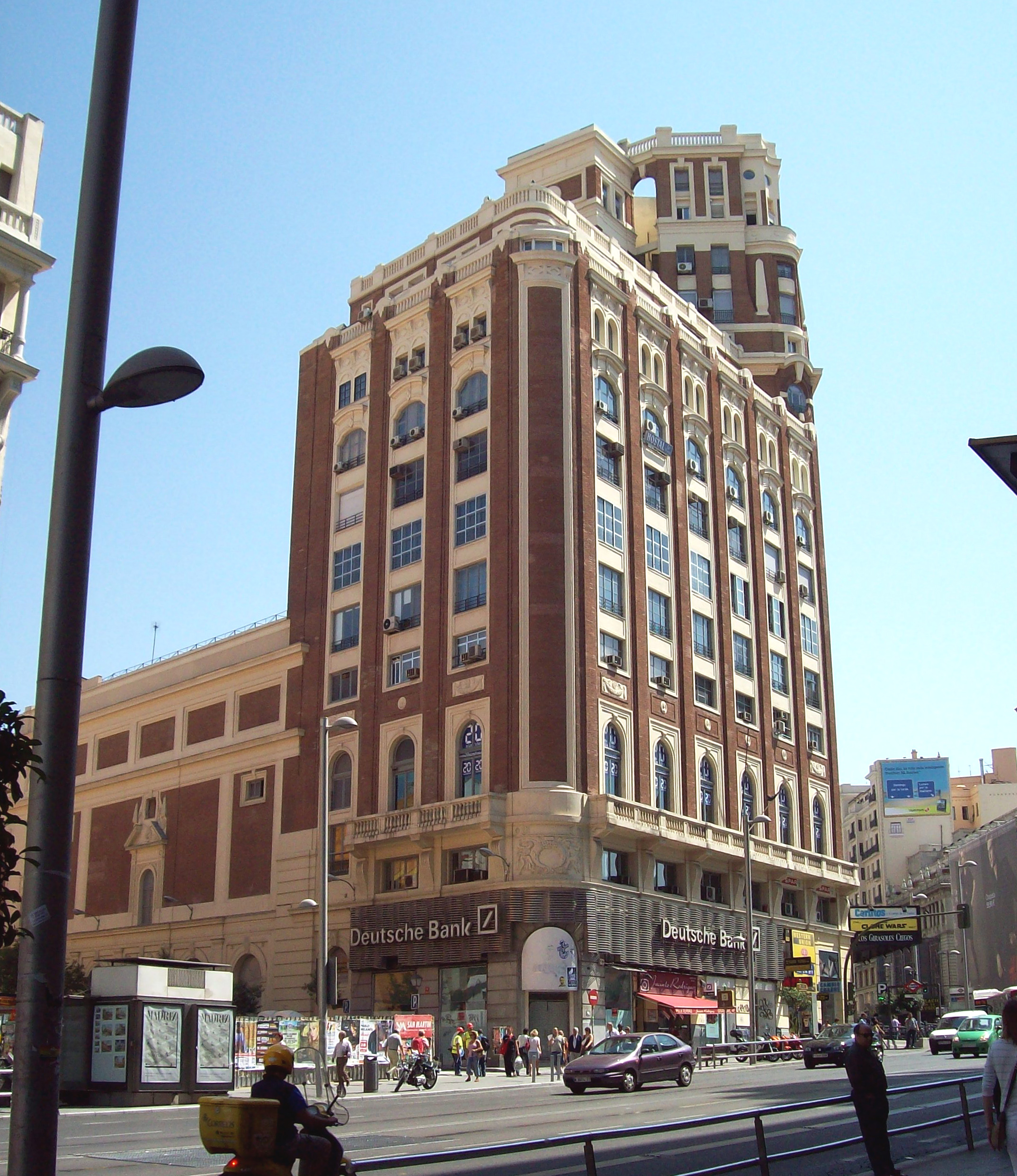
Vista desde la calle Gran Vía.

El diseño comenzó en 1924 y las obras comenzaron en el año 1925, la primera piedra fue colocada por el rey Alfonso XIII el día 11 de julio de 1925. Cuatro años tardo en construirse el edificio que mostraba como originalidad la construcción de la fachada en ladrillo visto. Denominado inicialmente como Casa de la Prensa. El estilo del edificio es de clasicismo moderno. Se inauguró oficialmente el 7 de abril de 1930 con la presencia de los reyes Alfonso XIII y Victoria Eugenia, junto con el Gobierno representado por el general Dámaso Berenguer. Al acto acudieron numerosas representaciones de Europa e Hispanoamérica. El coste de la edificación fue de ocho millones de pesetas. Este encargo de la Asociación de la Prensa madrileña abrió un espacio para la ubicación de un edificio que mirara a la plaza del Callao (asociación que cumplía treinta años de existencia). Concebido como un edificio multifuncional, albergaba un café concierto, un cinematógrafo, viviendas de alquiler y oficinas. El arquitecto Pedro Muguruza Otaño se vio influenciado por López Otero y Antonio Palacios.
La construcción de la Gran Vía llevaba ya un periplo de casi veinte años. Todavía se estaba edificando el segundo tramo de la Gran Vía al finalizarse el Palacio de la Prensa. Este edificio quedaría entre el segundo y tercer tramo de la nueva avenida madrileña. En el entresuelo se instaló un cine que el día 2 de enero de 1929, se inauguraba con la proyección de la película: El destino de la carne de Víctor Fleming. El cine poseía un aforo de 1.840 localidades, funcionó en ocasiones como teatro con un pequeño escenario. El acceso a la sala de butacas se realizaba mediante un ascensor. La afluencia de público hacía que se formaran incómodas esperas, en 1941 el arquitecto Enrique López-Izquierdo diseña un patio en la cota de la calle. La última reforma realizada es en 1991 para convertirlo en un cine multi-salas. En los años cuarenta se instaló en sus bajos el Salón de té Madrigal.
En el edificio estuvo la sede de la revista humorística La Codorniz durante los años cuarenta. El director de cine Edgar Neville había rodado su primera película: Yo quiero que me lleven a Hollywood. Desde el año 2010 hasta 2015 varias plantas del edificio albergaron la sede del Partido Socialista de Madrid ocupando entonces las oficinas de 20 Minutos.
El 10 de enero de 2017 obtuvo el estatus de Bien de Interés Patrimonial, merced a un decreto publicado en el Boletín Oficial de la Comunidad de Madrid el día 13 de ese mismo mes.

## Características
El edificio muestra como elemento destacado el uso extensivo del ladrillo. Su aspecto exterior se encuentra muy influido por la arquitectura norteamericana (sobre todo de Louis Sullivan en su Auditorium Building de Chicago), mientras que el interior se inspira en la decoración de la arquitectura española. La fachada que da a la plaza del Callao muestra un gran arco de triunfo. En la parte baja están las tres salas de los Cines Palacio de la Prensa.